# Selección de rugby league de Irlanda

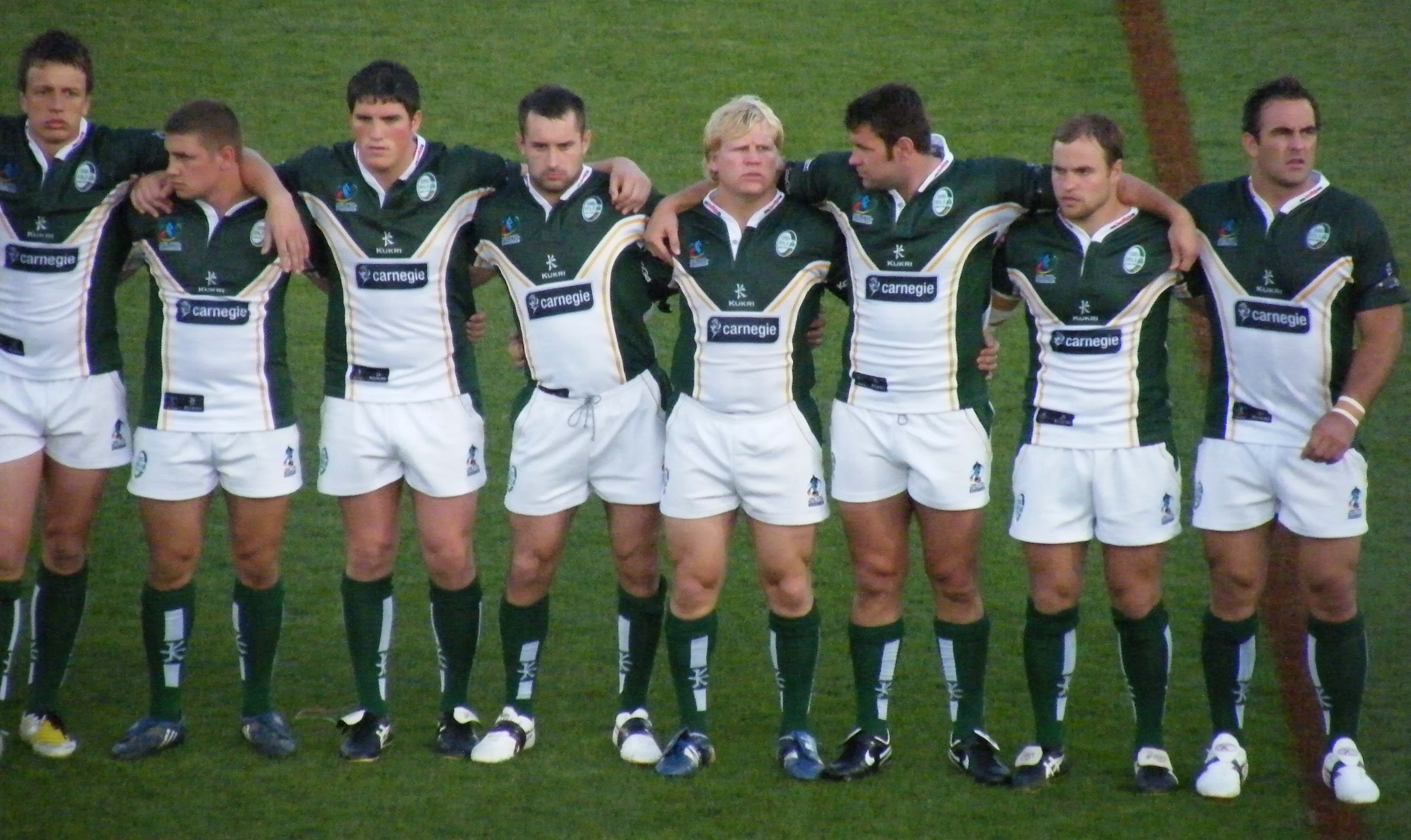
Irlanda en la Copa Mundial 2008

La Selección de rugby league de Irlanda representa a la isla de Irlanda en competiciones de selecciones nacionales de rugby league. 
Su apodo es "Wolfhounds", y utiliza vestimenta blanca con vivos verdes.
El ente encargado de la selección es la Rugby League Ireland.
Está afiliado a la Rugby League European Federation. 
Ha clasificado en cinco ocasiones a la Copa del Mundo de Rugby League, en la que pudo avanzar a cuartos de final en 2000 y 2008.

## Palmarés
Mundial de Naciones Emergentes
- Subcampeón (1): 1995

Campeonato Europeo de Rugby League
- Subcampeón (2): 2004, 2012

## Participación en copas
| - 1954 al 1995: sin participación - 2000 : cuartos de final - 2008 : cuartos de final - 2013 : fase de grupos - 2017 : fase de grupos - 2021 : fase de grupos - 1995 : 2° puesto | - 2003 : 3° puesto grupo A - 2004 : 2° puesto - 2005 : 2° puesto grupo A - 2009 : 4° puesto - 2010 : 4° puesto - 2012 : 2° puesto - 2014 : 3° puesto - 2015 : 3° puesto - 2018 : 3° puesto |